# EIF4ENIF1
EIF4ENIF1‏ (Eukaryotic translation initiation factor 4E nuclear import factor 1) هوَ بروتين يُشَفر بواسطة جين EIF4ENIF1 في الإنسان.